# Fono (Samoa Amerykańskie)

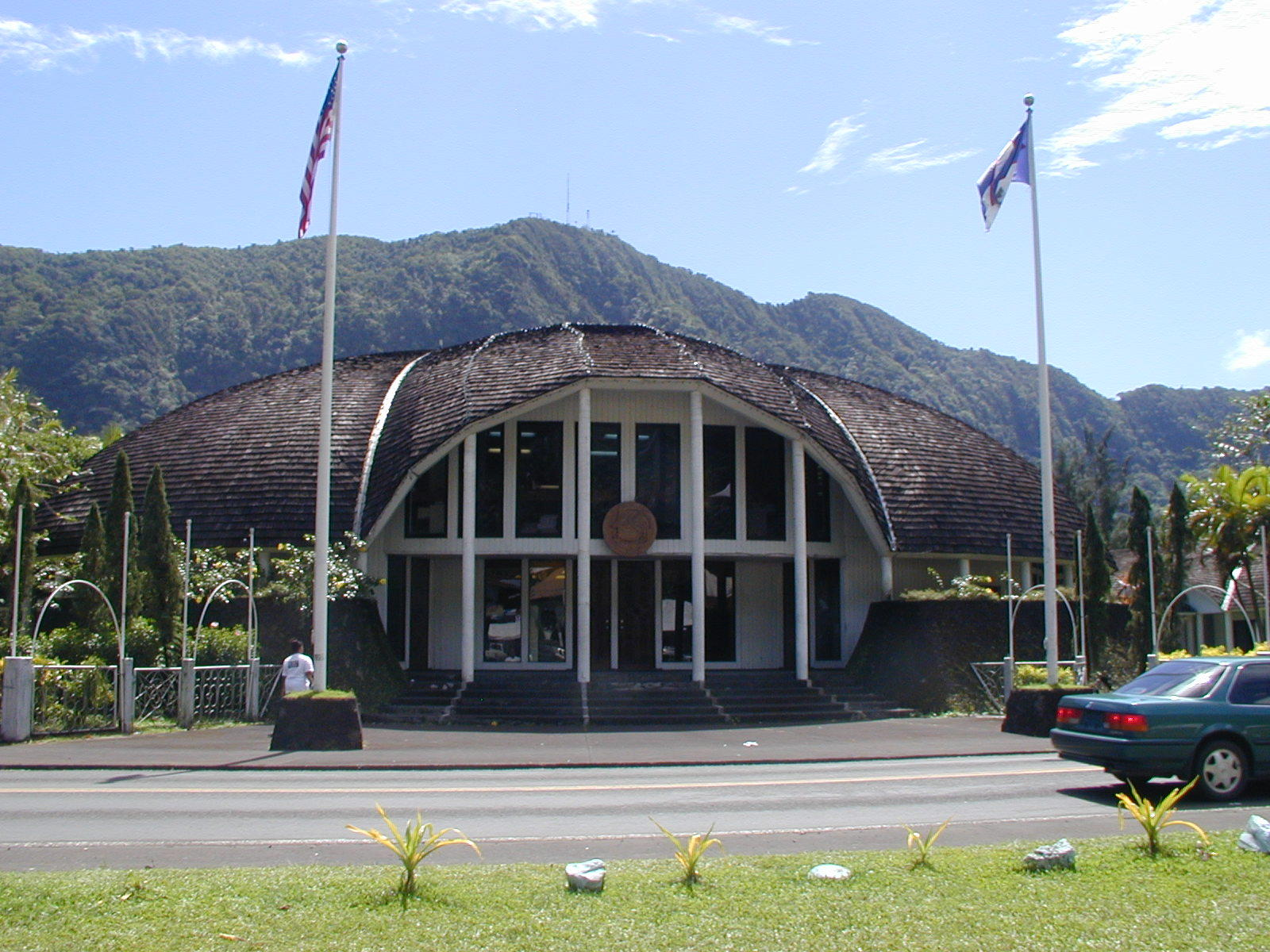
Budynek Fono w Fagatogo

Fono – dwuizbowy parlament, organ władzy ustawodawczej w Samoa Amerykańskim. Jest to organ legislatywy tego terytorium nieinkorporowanego USA. Na wzór parlamentów stanowych w Stanach Zjednoczonych, Fono składa się z izby niższej - Izby Reprezentantów Samoa Amerykańskiego oraz izby wyższej - Senatu Samoa Amerykańskiego. Siedziba Fono znajduje się w Fagatogo.
Jest to jedyna legislatywa w Stanach Zjednoczonych, na poziomie stanowym lub terytoriów, która jest jednocześnie bezpartyjna i dwuizbowa. Brak partii politycznych w składzie organów ustawodawczych jest również charakterystyczny dla Nebraski, jednak w tym stanie legislatywa jest jednoizbowa.

## Historia
W trakcie trwania rządów gubernatora Vernona Hubera, w Samoa Amerykańskim nasiliły się dążenia do większej samodzielności i samorządności. Z jego inicjatywy Fono Samoa Amerykańskiego zostało zwołane po raz pierwszy. Od roku 1967 władza ustawodawcza działa w ramach Konstytucji, uchwalonej w 1966 roku.

## Skład Fono
W skład Izby Reprezentantów Samoa Amerykańskiego wchodzi 21 członków, wybieranych na dwuletnie kadencje. 20 członków Izby wybieranych jest w głosowaniach, w okręgach wyborczych, natomiast jeden podczas publicznego spotkania na Swains Island.
W skład Senatu Samoa Amerykańskiego wchodzi natomiast 18 członków, wybieranych spośród przywódców poszczególnych wysp, wchodzących w skład Samoa Amerykańskiego. Kadencja Senatu jest czteroletnia.

## Budynek Fono
Fono ma swoją siedzibę w budynku, który swoim kształtem nawiązuje do tradycyjnego samoańskiego budownictwa - budynek Fono zbudowany jest jako fale. Swoim kształtem przypomina budynek Fono na Samoa. Mieszczą się w nim zarówno pomieszczenia Fono, jak i gubernatora. Budynek został oddany do użytku w roku 1973.
Obecny budynek jest drugim budynkiem, w którym Fono ma swoją siedzibę. Pierwszym był budynek byłej bazy United States Navy - Tutuila, który spłonął w 1970 roku. Obecnie na miejscu starego budynku znajdują się biura zarządu ANZ Amerika Samoa Bank.